# Belundgi, Afzalpur
Belundgi là một làng thuộc tehsil Afzalpur, huyện Gulbarga, bang Karnataka, Ấn Độ.